# Krzysztof Schwerin
Krzysztof von Schwerin (Szweryn) herbu własnego – chorąży parnawski w latach 1668–1679.
W 1674 roku był elektorem Jana III Sobieskiego z Księstwa Żmudzkiego.